# Marble (Computerprogramm)
Marble ist ein freies Programm zum Anzeigen von geographischen Karten. Es wurde für die KDE Software Compilation 4 entwickelt, basiert auf Qt4 und ist Teil des KDE-Bildungsprojektes. Es läuft auf allen gängigen Betriebssystemen, wie zum Beispiel Linux, macOS und MS Windows.

## Umfang und Funktionalitäten
Das Programm kann die Erdkugel und weitere Himmelskörper wie Mond, Mars oder Venus zeigen, die beliebig gedreht und vergrößert werden können. Der mitgelieferte Umfang beträgt 5–10 Megabyte an Vektor- und Bitmap-Daten. Weiteres Kartenmaterial wird automatisch aus dem Internet nachgeladen und kann manuell hinzugefügt werden. Zudem ist es auch möglich, eigene Karten zu erstellen und zu integrieren.

## Entwicklung

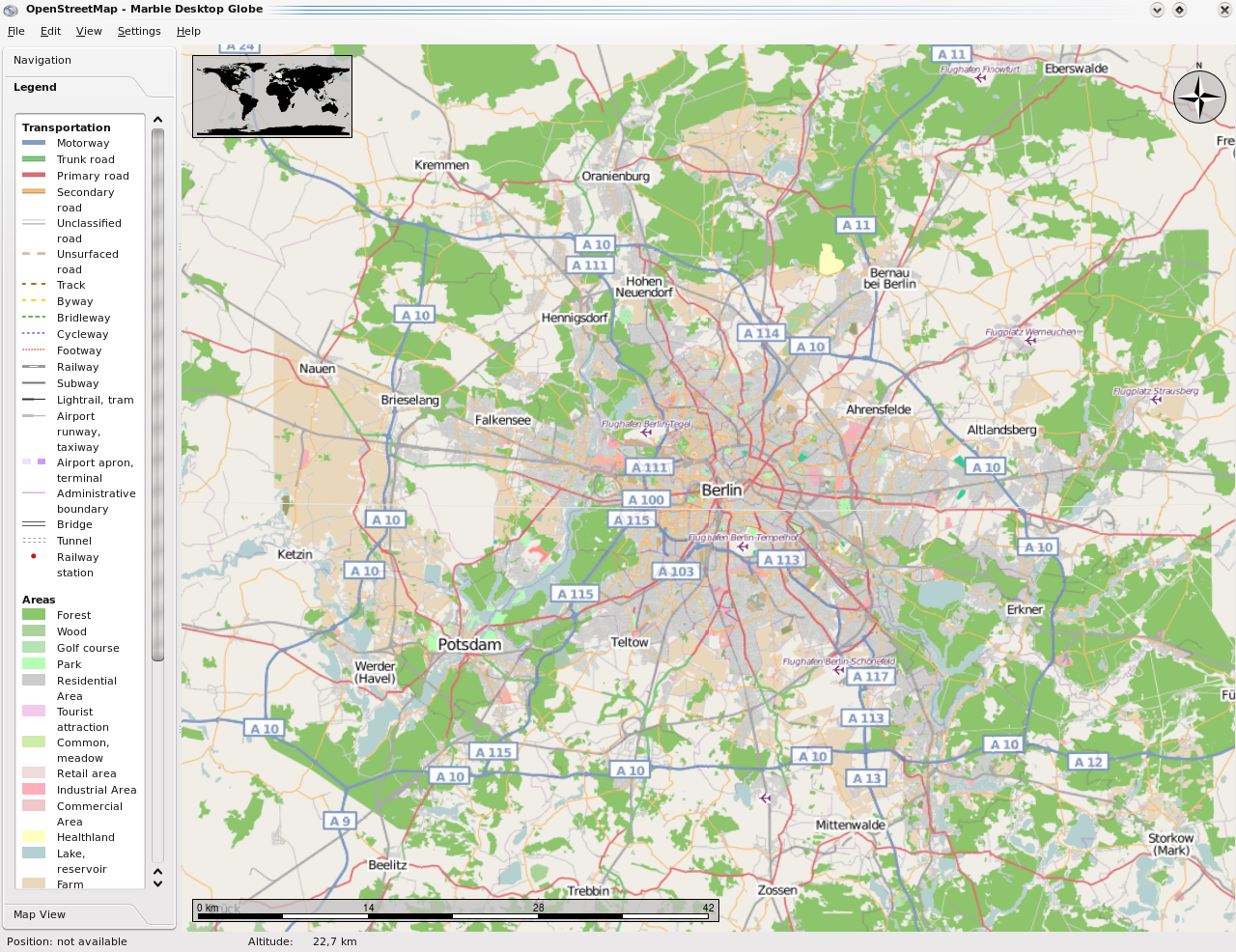
OpenStreetMap-Integration

Viele weitere Funktionen wurden in den nachfolgenden KDE-Versionen hinzugefügt. So sind nun noch mehr Weltkartenansichten möglich. Neben der klassischen Weltkugel und einer flachen Karte ist auch eine Mercator-Projektion auswählbar. Wolkenbilder können über das Internet live auf die Weltkugel projiziert werden und aktuelle Wetterdaten können für viele Orte angezeigt werden. Ein Wikipedia-Modul erzeugt Symbole an den Orten, zu denen in der englischen Wikipedia ein Artikel existiert. Auch eine OpenStreetMap-Karte, die mit dem Internet abgeglichen wird, steht dem Benutzer zur Verfügung.
Ferner ist seit KDE SC 4.5 ein Routenplaner enthalten. In seiner mobilen Version läuft Marble auf dem Nokia N900.

### Abspaltung
Geothek ist eine Abspaltung von Marble. Geothek wurde vom Verlag Ed. Hölzel entwickelt und als Software für Schulatlanten vertrieben.

## Auszeichnungen
Marble gewann den „Qt Center Programming Contest 2007“ in der Kategorie „Desktop Application“.